# Walki o Magdalenkę
Walki o Magdalenkę – starcie zbrojne mające miejsce w dniach 26–27 stycznia 1945 roku między oddziałami 1 Armii Wojska Polskiego a wojskami niemieckimi, zakończone wyzwoleniem Magdalenki spod władzy reżimu III Rzeszy.

## Przebieg działań bojowych
W kończowym etapie bitwy o Bydgoszcz, żołnierze 8 Pułku Piechoty 1 Armii Wojska Polskiego dowodzeni przez ppłka Konstantego Karasiewicza ruszyli w pościg za wycofującymi się spod Bydgoszczy oddziałami niemieckimi. Do walk doszło 26 stycznia 1945 roku pod wsią Magdalenka. Pierwszymi ofiarami boju byli żołnierze z 3 batalionu dowodzonego przez por. Grzegorza Derusa, którzy padli od ognia karabinów maszynowych. Po trwających całą noc walkach o godzinie 4.00 27 stycznia 1945 roku Magdalenka została wyzwolona. Doceniając udział w walkach o Bydgoszcz i Magdalenkę 8 Pułk Piechoty otrzymał zaszczytną nazwę Bydgoskiego.